# Klaus Schräpler
Klaus Schräpler (* 20. August 1934) ist ein ehemaliger deutscher Fußballspieler, der von 1952 bis 1965 für die BSG Wismut Gera in der DDR-Oberliga und der DDR-Liga spielte. 

## Sportliche Laufbahn
In der Saison 1952/53 hatte der Oberligist Wismut Gera den Ausfall mehrerer Stammspieler zu verkraften. Dadurch erhielt der 18-jährige Klaus Schräpler die Chance, in der Oberliga Fuß zu fassen. Im 13. Oberligaspiel gab er sein Debüt in der Begegnung Wismut Gera – SV Vorwärts Leipzig (1:2), als er in der 75. Minute für linken Verteidiger Eberhard Neuber eingewechselt wurde. In der Rückrunde der Saison wurde Schräpler in zehn weiteren Oberligaspielen eingesetzt, in denen er hauptsächlich als Linksaußenstürmer spielte. Nachdem er 1953/54 nur im 4., 13. und im 22. Spiel in der zweitklassigen DDR-Liga aufgeboten worden war, davon nur einmal über 90 Minuten, gelang ihm in der Spielzeit 1954/55 unter dem neuen Trainer Herbert Melzer endlich der Durchbruch. Als rechter Läufer bestritt er alle 26 Ligaspiele. Seinen Stammplatz verteidigte über zehn weitere Spielzeiten, in denen er bei insgesamt 255 in der DDR-Liga ausgetragenen Spielen nur 29-mal fehlte. In den Spielzeiten zwischen 1966 und 1963/64 gehörte er auch regelmäßig zu den Torschützen und kam auf neun Treffer. Im Sommer 1965 beendete Klaus Schräpler im Alter von 31 Jahren als einer der Rekordspieler der BSG Wismut Gera seine Laufbahn als Fußballspieler im Leistungsbereich. 